# Jean-Jacques Barthélemy

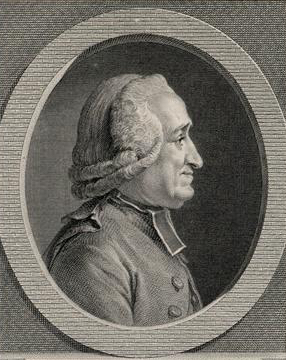
Jean-Jacques Barthélémy

Jean-Jacques Barthélemy, ook genaamd abbé Barthélemy, (Cassis, 20 januari 1716 - Parijs, 30 april 1795) was een Frans rooms-katholiek priester, archeoloog, numismaat en schrijver.

## Levensloop
Jean-Jacques Barthélemy was de zoon van Joseph Barthélemy en Magdeleine Rastit en groeide op in Cassis en Aubagne in een begoed milieu. Hij verloor zijn moeder op zesjarige leeftijd. Hij doorliep de humaniora bij de oratorianen in Marseille. Hij vervolgde met wijsbegeerte en godgeleerdheid bij de jezuïeten en trad in bij de lazaristen. Naast de voorbereiding op het priesterschap, interesseerde hij zich voor de klassieke oudheid en meer bepaald aan oude munten. Het tweede woog zwaarder door en hij verliet in 1741 het seminarie zonder priesterwijding.
In 1744 bood hij zich aan bij Claude Gros de Boze, vast secretaris van de Académie royale des inscriptions et belles-lettres en conservator van de munten en medailles in de Koninklijke bibliotheek. Hij werd zijn assistent en in 1753 volgde hij hem op, en behield deze functie tot aan de Franse revolutie. In 1747 werd hij lid van de Académie des inscriptions.
De collectie munten en medailles werd onder zijn beleid dubbel zo groot. Tussen 1755 en 1757 reisde hij in Italië en bezocht er Rome en de ruïnes van Pompeï, Paestum en Herculaneum. Die reizen ondernam hij met de Franse ambassadeur, hertog Etienne François de Choiseul. Hierdoor werd hij een intimus van de familie de Choiseul, die hem zeer waardeerde.
In 1751 werd hij wereldlijk proost van Courçay, een prebende die afhing van de collegiale kerk Saint-Martin in Tours. Op 16 maart 1765, op aanbeveling van de hertog van Choiseul, werd hij de tweede in waardigheid in deze collegiale kerk, een van de rijkste in Frankrijk, en werd er thesaurier. Hij kreeg hiermee ook de titel van "baron de Châteauneuf". Hij kwam nooit in Tours en beperkte er zich toe alle inkomsten inherent aan het ambt op te strijken. Jaarlijks betekende dit ongeveer 20.000 livres. Hij ondernam de verkoop van vastgoed, onder meer het hôtel du Château-Vieux (12.000 livres) en het Hôtel du Petit-Saint-Martin (12.800 livres). De opbrengsten werden tegen een rente van 4 procent geïnvesteerd.
Zijn studies brachten hem tot het ontcijferen van verdwenen talen. In 1756 ontcijferde hij het alfabet van het Palmyreens, de taal van Palmyra, een dialect van het Aramees. In 1758 ontcijferde hij het Fenicisch alfabet. Hij leerde Grieks, Hebreeuws, Arabisch, Syrisch en Chaldeeuws.
In 1758 werd hij door Malesherbes aangeduid als tweede censor voor het werk De l'esprit van de filosoof Helvetius.
In 1788 publiceerde hij Voyage du jeune Anacharsis en Grèce, dat hem de weg opende voor verkiezing als lid van de Académie française op de 19e zetel. Het boek kende groot succes en is later beschouwd als een eerste historische roman.
Tijdens de Franse Revolutie werd hij gearresteerd, maar het Comité de Salut Public liet hem na enkele uren weer vrij, op verzoek van de hertogin van Choiseul. Hij werd conservator benoemd van de Bibliothèque nationale, maar verkoos liever de post die hij al vroeger bekleedde, als conservator van de munten en medailles. De collectie werd door hem nog aanzienlijk vergroot. 
Door de revolutie waren hem zijn regelmatige inkomsten ontnomen en zo komt het dat hij in 1795 in relatieve armoede overleed.

## Publicaties
- Essai de Paléographie numismatique.
- Les Amours de Carite et Polydore, roman uit het Grieks vertaald, 1760.
- Explication de la mosaïque de Palestrine, 1760.
- Entretiens sur l'état de la musique grecque vers le milieu du IVe siècle avant l'ère vulgaire, 1777.
- Voyage du jeune Anacharsis en Grèce, dans le milieu du quatrième siècle avant l'ère vulgaire, 4 vol., 1788, talrijke herdrukken.
- Abrégé de l'histoire grecque depuis les temps les plus anciens jusqu'à la prise d'Athènes, en 404 avant Jésus-Christ, 1790.
- Dissertation sur une ancienne inscription grecque relative aux finances des Athéniens, 1792.
- Mémoires sur la vie et quelques-uns des ouvrages de Jean-Jacques Barthélemy, écrits par lui-même en 1792 et 1793, 1798.
- Voyage en Italie, brieven gericht aan graaf de Caylus, 1801.
- La Guerre des puces, ou la Chanteloupée, gedicht, 1829.
- Œuvres complètes, Parijs, A. Belin, 1821-1822.

## Iconografie

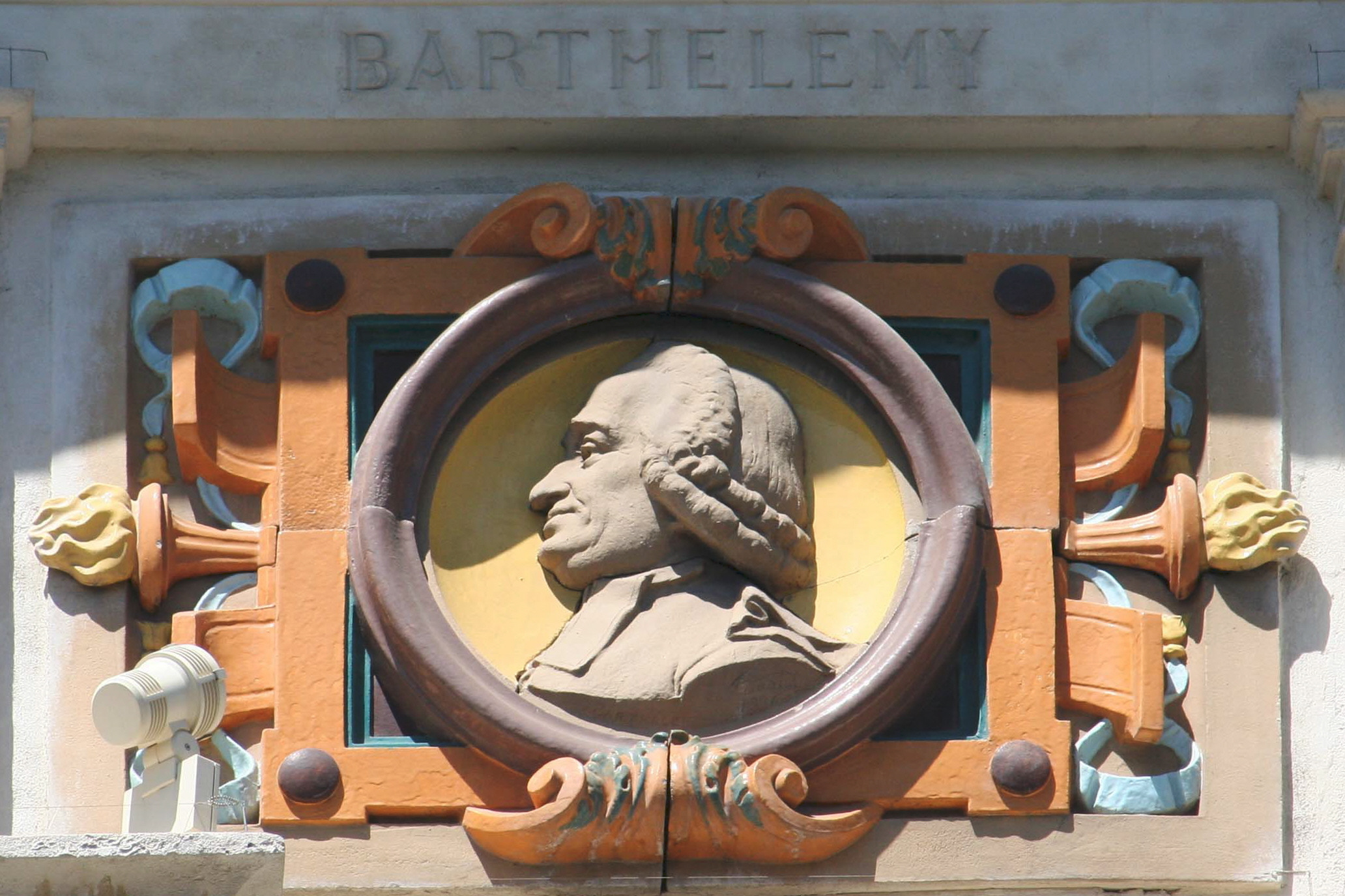
Medaillon met abbé Barthélemy, sculptuur door Victorien Bastet op de gevel van de bibliotheek in Toulon.

- Medaillon met abbé Barthélemy, sculptuur door Victorien Bastet op de gevel van de bibliotheek in Toulon.
- Een buste van Jean-Jacques Barthélemy door Jean-Antoine Houdon staat in de leeszaal van de Cabinet des médailles van de Bibliothèque nationale de France. Drie andere bustes staan in het kasteel Barthélémy in de Yvelines bij nazaten Barhélémy. Ook in Aubagne staat sinds 1828 een monument met een buste van abbé Barthélemy van de Belgische beeldhouwer Henri-Joseph Ruxthiel, een leerlig van Houdon.
- Postuum werd een medaille met het portret van Barthélémy gemaakt door Pierre-Simon-Benjamin Duvivier in 1798.